# Francesc Vega Sala
Francesc (Paco) Vega Sala (Barcelona, 1929-2023) va ser un advocat català especialitzat en dret de familia. Fins a la seva mort va ser President d'Honor de la Societat Catalana d'Advocats de Família (SCAF) i expresident de l'Asociación Española de Abogados de Familia (AEAFA). És considerat l'impulsor de la pensió d'indemnització per treball domèstic (article 23 de la Compilació del dret civil especial de Catalunya, recollit a l'article 41 del Codi de família i ara, a l'actual article 232-5 del Codi Civil de Catalunya).
Obrí el seu despatx a Barcelona juntament amb un advocat rotal. La seva especialització era dret canònic i junts aconseguiren formar i gestionar anul·lacions matromonials a Barcelona, Madrid, Roma, Puerto Rico entre d'altres.
L'any 1981, s'aprovà a Espanya la Llei del divorci. Francesc Vega Sala va estar present juntament amb altres advocats de Barcelona en la redacció de la Llei 30/1981, per la qual “es modifica la regulació del matrimoni en el Codi Civil i es determina el procediment a seguir en les causes de nulitat, separació i divorci”. La nova Constitució aportà noves reformes del Codi Civil referides al dret de familia. Amb això, els advocats van haver d'adaptar-se i evolucionar als nous canvis.
Francesc Vega Sala formà part de moltes comissions de reforma i modernització del dret de familia. Va ser l'impulsor de l'article 23 de la Llei 8/1993, 30 de setembre, de modificació de la Compilació en materia de relacions patrimonials entre cònjuges que establia per primera vegada una compensació econòmica en el cas de liquidació del règim econòmic de separació de béns.
El 18 d'octubre de 2005, en representació de la SCAF, va comparèixer al Congrés dels Diputats per informar en relació amb la Proposició de Llei Orgànica de modificació de la Llei Orgànica 6/1985 del Congrés dels Diputats, per procedir a la creació de la jurisdicció de familia i la Proposició de Llei Orgànica relativa a la modificació de la Llei Orgànica del Poder Judicial.